# Hideo Higashikokubaru

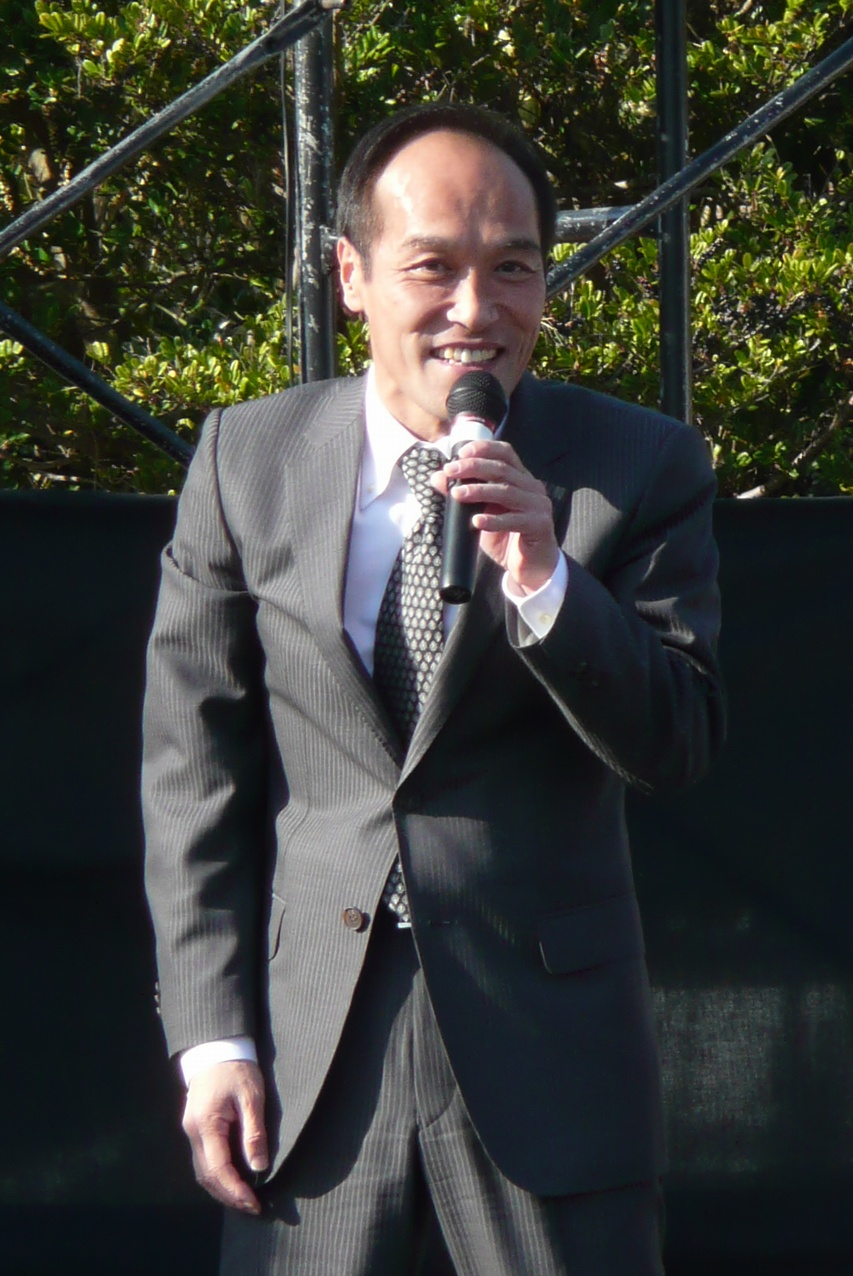
Higashikokubaru im Dezember 2007

Hideo Higashikokubaru (jap. 東国原 英夫 Higashikokubaru Hideo; * 16. September 1957 in Miyakonojō, Präfektur Miyazaki) ist ein japanischer Politiker und ehemaliger Fernsehunterhalter. Zuletzt saß Higashikokubaru für die Nippon Ishin no Kai von 2012 bis 2013 über den Verhältniswahlblock Kinki im Shūgiin, dem Unterhaus des nationalen Parlaments. Von 2007 bis 2011 war er Gouverneur von Miyazaki, 2011 war er Kandidat bei der Gouverneurswahl in Tokio. Aus seiner Zeit als Komiker ist er auch als Sonomamma Higashi (そのまんま東, dt. etwa „einfach nur Higashi“) und Hideo Higashi (東英夫, Higashi Hideo) bekannt.
Higashikokubaru, Absolvent der Senshū-Universität, wurde in den 1980er und 1990er Jahren vor allem mit Takeshi Beat (Takeshi Kitano) unter anderem durch seine Teilnahme an Takeshi’s Castle beim Fernsehpublikum bekannt. Von 2000 bis 2004 absolvierte er ein Studium an der Waseda-Universität, ein anschließendes Studium an der dortigen Fakultät für Wirtschafts- und Politikwissenschaften beendete er 2006 vorzeitig. Im gleichen Jahr kündigte er seinen Vertrag mit der Produktionsfirma K.K. Office Kitano und damit seine Film- und Fernsehkarriere.
Im Januar 2007 kandidierte er in seiner Heimatpräfektur Miyazaki um die Nachfolge des im Dezember 2006 für Korruption bei der Vergabe öffentlicher Aufträge verhafteten Gouverneurs Tadahiro Andō, der kurz zuvor nach einem Misstrauensvotum des Präfekturparlaments zurückgetreten war. Ohne die offizielle Unterstützung politischer Parteien erhielt Higashikokubaru 44,4 % der Stimmen und konnte bei relativ hoher Wahlbeteiligung von 64 % die wichtigsten Gegenkandidaten, den Unabhängigen Hidesaburō Kawamura und Tetsuji Mochinaga (LDP-Kōmeitō-gestützt), distanzieren.
Im Vorfeld der Unterhauswahl 2009 zog Higashikokubaru in Betracht, für die LDP zu kandidieren. Nach einem konkreten Angebot eines Listenplatzes in einem Verhältniswahlblock vom Vorsitzenden des LDP-Wahlkampfstrategieausschusses Makoto Koga stellte Higashikokubaru allerdings die Bedingung, dass er auch als Kandidat bei der Wahl des Parteivorsitzenden, an den in der Regel das Amt des Premierministers geknüpft war, antreten dürfe. Die öffentliche Diskussion, die während des Wahlkampfes zum Präfekturparlament Tokio stattfand, beschädigte den Parteivorsitzenden-Premierminister Tarō Asō. Higashikokubaru zog sein Angebot zurück und äußerte sein Bedauern. Zugleich sagte er, dass Japan nach 60 Jahren fast ununterbrochener LDP-Regierung ein Zweiparteiensystem benötige.
In Higashikokubarus Amtszeit als Gouverneur fiel der Ausbruch der Maul- und Klauenseuche (MKS) in mehreren Gemeinden in Miyazaki im April 2010, der auch die Produktion des bekannten Miyazaki-Rindfleischs bedrohte. Am 18. Mai 2010 erklärte er einen Ausnahmezustand (ohne rechtliche Implikationen) in der Präfektur. Bis August 2010, als Higashikokubaru die MKS-Epidemie für beendet erklärte, waren mehr als 1.200 Betriebe betroffen und über 280 Tausend Tiere getötet worden.
Im Herbst 2010 kündigte Higashikokubaru an, bei den Wahlen im Dezember 2010 nicht für eine zweite Amtszeit kandidieren zu wollen. Zu seinem Nachfolger wurde am 26. Dezember 2010 sein ehemaliger Vizegouverneur Shunji Kōno gewählt, der ihn am 21. Januar 2011 ablöste. Im März 2011 erklärte er, bei den Regionalwahlen im April in der Präfektur Tokio gegen Gouverneur Shintarō Ishihara anzutreten. Er ist gegen die von Ishihara geplante (erneute) Bewerbung Tokios für die Olympischen Sommerspiele, eine klare Position zum umstrittenen Umzug des Marktes Tsukiji hat er zum Wahlkampfauftakt nicht bezogen.
2012 zog Higashikokubaru eine erneute Kandidatur bei der Gouverneurswahl in Tokio im Dezember 2012 in Betracht, die durch den Rücktritt Ishiharas nötig wurde. Er verwarf diese Pläne und kandidierte stattdessen für Ishiharas neue Partei bei der Shūgiin-Wahl. Als einziger Kandidat vor die Wahlkreiskandidaten auf Listenplatz 1 in Kinki gesetzt, wurde er sicher gewählt. Im Dezember 2013 trat Higashikokubaru als Abgeordneter zurück und verließ die Partei und galt erneut als möglicher Gouverneurskandidat.
Bei der Gouverneurswahl in Miyazaki 2022 trat Higashikokubaru gegen seinen Nachfolger Shunji Kōno an, unterlag aber mit 46,9 % der Stimmen gegenüber 51,5 % für Kōno, der von den großen Parteien unterstützt wurde.